# Blue&Me

Il logo Blue&Me

Blue&Me è un sistema di infotainment disponibile su alcuni veicoli del Gruppo Fiat. Basato sulla piattaforma Windows Embedded Automotive (unione del sistema operativo Windows CE con il middleware Microsoft Auto) è sviluppato da Magneti Marelli (azienda del gruppo FIAT) in collaborazione con Microsoft. Le sue funzioni principali sono di vivavoce per il telefono cellulare e di lettore multimediale.
Da quando, nel 2012, viene lanciata la Fiat 500L, questo sistema viene gradualmente sostituito dal sistema Uconnect, sistema multimediale più avanzato di progettazione Chrysler. Infatti, già dal 2013 iniziavano a uscire articoli sul sito ufficiale che pubblicizzavano il nuovo sistema multimediale di Fiat come sostituto del Blue&Me. Attualmente non è più utilizzato da nessuna auto venduta sul mercato da FCA Italy. Nel 2016, infatti, le ultime vetture che lo usavano, la Panda, la Punto, il Fiorino e il Qubo lo hanno sostituito con altri sistemi multimediali più avanzati, tra cui lo Uconnect. Anche in altri mercati FCA non vende più automobili dotate di Blue&Me, pertanto il sistema non è più usato dalla casa madre. L'ultima versione del Blue&Me è la 10.0 per la seconda generazione del sistema, rilasciata a dicembre del 2015. 

## Caratteristiche
Il sistema Blue&Me dispone di comandi al volante e di un sistema di riconoscimento vocale universale, che non necessita di apprendimento e riconosce qualsiasi tipo di voce. Essendo un sistema basato su sistema operativo Windows CE, il tasto al volante per l'accesso al menu (visualizzato su uno schermo del cruscotto) ha il caratteristico logo di Windows.
Il Blue&Me può essere collegato a un telefono cellulare per il tramite di una connessione Bluetooth. Mediante i comandi vocali (o i tasti sul volante) è possibile chiamare i numeri nella rubrica del telefono (è possibile effettuare l'accoppiamento di 5 telefoni, effettuando l'installazione di ciascuno solo alla prima connessione). Un sistema di sintesi vocale permette la lettura degli SMS con i telefoni che supportano tale funzione.
Per la funzione media player è possibile collegare una chiavetta USB per riprodurre musica nei formati MP3, WAV, WMA e AAC (Alfa Romeo GT, Alfa 159, Alfa Romeo MiTo e Lancia Delta), eccetto i file protetti da DRM. I brani contenuti nella chiavetta vengono indicizzati e mostrati con un filtro per artista, album o genere, oltre alla navigazione per cartelle nel file system e alla riproduzione di playlist.
L'utilizzo dei comandi vocali garantisce una maggiore sicurezza di guida, poiché il conducente non ha bisogno di distogliere lo sguardo dalla strada o di togliere le mani dal volante.
La versione "Nav" di Blue&Me ("Blue and Me Nav") integra un sistema di navigazione satellitare GPS, con indicazione del percorso tramite pittogrammi sul cruscotto. In questo caso, le mappe sono caricate su una chiavetta USB, la cui porta dev`essere quindi utilizzata a tal scopo durante la navigazione. È stato inoltre reso disponibile - come optional - un navigatore portatile con schermo tattile, basato su Windows CE, che si integra col sistema (dando vita al sistema Blue&Me MAP).
Sul Blue&Me è installabile l'applicazione Eco:Drive per monitorare i consumi e lo stile di guida fornendo consigli su come migliorare l'efficienza della guida. Dal 2009 il sistema Blue&Me è integrato anche ai navigatori satellitari TomTom sulle nuove Fiat Punto Evo e Doblò seconda serie ( Blue & Me TomTom LIVE e 2 LIVE).
Nel 2010 sulla Fiat 500, a partire dalla vettura con numero di telaio 504557, è stata lanciata una nuova versione hardware del Blue&Me compatibile con iPhone e iPod Touch senza bisogno dell'apposito adattatore.

### Aggiornamenti
Con il lancio del sistema Uconnect non risultano emessi più recenti aggiornamenti software e aggiornamenti mappe per il sistema in versione "Nav", in vista della dismissione del sistema. Il dispositivo Tom Tom riceve gli aggiornamenti come pezzo separato, direttamente dalla casa madre, e sarà soggetto alle decisioni di quest'ultima.

## Disponibilità
Blue&Me è disponibile come optional, o di serie su alcuni allestimenti, sui seguenti veicoli venduti dal gruppo FIAT (oggi FCA Italy) sul mercato europeo:

### Fiat
- Fiat 500 (fino al restyling del 2015)
- Fiat Panda (2012) (fino al 2016)
- Fiat Grande Punto
- Fiat Punto Evo
- Fiat Punto (2012) (fino al 2016)
- Fiat Qubo (fino al restyling del 2016)
- Fiat Idea (dal restyling del 2008)
- Fiat Bravo
- Fiat Linea
- Fiat Doblò (prima serie, 2000-2009)
- Fiat Doblò seconda serie (2009-oggi, fino al restyling del 2014)
- Fiat Croma

### Alfa Romeo
- Alfa Romeo Brera
- Alfa Romeo Spider
- Alfa Romeo 159
- Alfa Romeo MiTo (fino al restyling del 2013)
- Alfa Romeo Giulietta (2010) (fino al restyling del 2013)
- Alfa Romeo 147 (solo da dicembre 2008)
- Alfa Romeo GT (solo da dicembre 2008)

### Lancia
- Lancia Ypsilon (2003)
- Lancia Ypsilon (2011) (fino al restyling del 2015)
- Lancia Musa
- Lancia Delta

### Fiat Professional
- Fiat Fiorino (fino al restyling del 2016)
- Fiat Doblò (prima serie, 2000-2009)
- Fiat Doblò seconda serie (2009-oggi, fino al restyling del 2014)
- Fiat Ducato (fino al restyling del 2014)

### Abarth
- Abarth 500 (fino al restyling del 2016)
- Abarth Grande Punto
- Abarth Punto Evo